# Кумандинці
Куманди́нці — народ, що живе в Алтайському краї, Республіці Алтай і Кемеровській області.
У 2000 році віднесений до корінних нечисленних народів Російської Федерації (Ухвала Уряду Російської Федерації № 255 від 24 березня 2000 р.). За даними перепису населення 2002 року чисельність кумандинців становила:
- в Алтайському краю — 1663 особи;
- в Республіці Алтай — 931 особа;
- у Кемеровській області — 294 особи;
- в інших регіонах Росії — 226 осіб.
- Всього по Росії — 3114 осіб.

До 2002 року кумандинці були враховані як окрема народність лише переписом 1926 р. Тоді на території РРФСР їх налічувалося 6327 осіб. Всі вони проживали на території Сибірського краю, в т. ч. 4948 — в Бійському окрузі, 1384 — в Ойратської автономної області (нині Республіка Алтай). У подальших переписах кумандинці включалися до складу алтайців.

## Мова кумандинців
Кумандинська мова відноситься до північноалтайської мови алтайської мовної сім'ї. Деякі вчені вважають, що це говір північноалтайської мови. Офіційно кумандинців та їх мову визнали на державному рівні окремим народом зі своєю мовою. Але серед найковців побутує думка, що їх мова - лише гілка північноалтайської мови.

## Історія

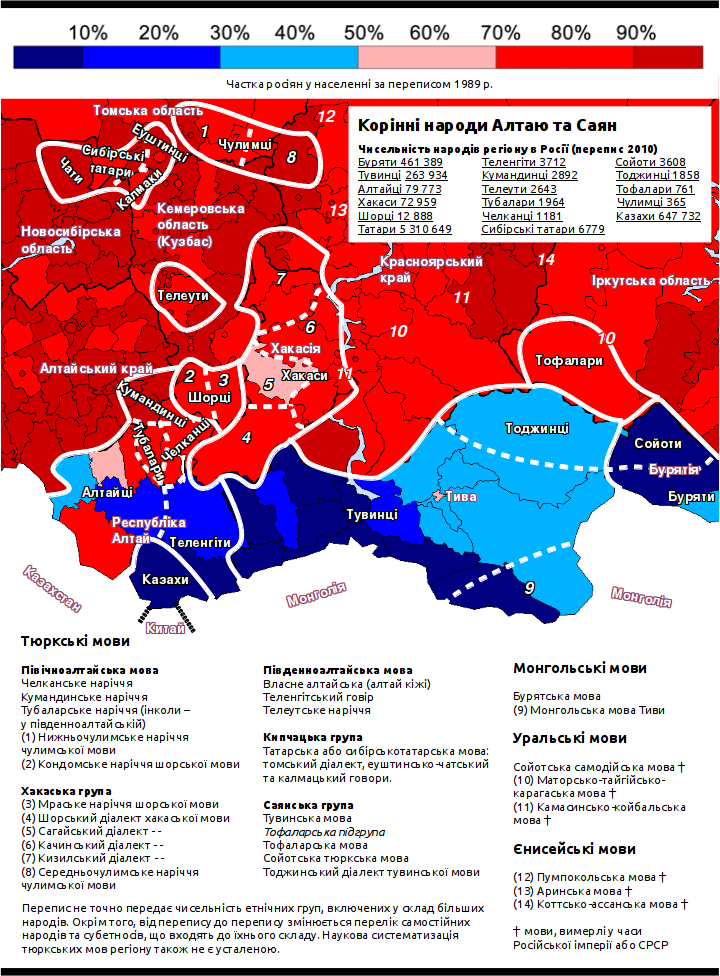
Розселення кумандинців

Історія кумандинського народу сягає глибокої давнини. Скоріш за все, уже у XIII ст. вони проживали на Північному Алтаї. У склад Російської держави історично кумандинці ввійшли на рівні з великою кількістю родоплемінних груп після того, як побудували на річці Томі Кузнецький поріг у 1618 році.
У російських історичних джерелах кумандинці вперше згадуються у 1628 році. Мова йде про чолобитну тобольских воєвод. У цих чолобитних говориться, що воєводи послали людей 28 лютого 1628 року на державну службу: «Олешку Бакая с товарищем на твою государеву службу в Чебанскую волость». А на зворотному вони були вбиті людьми телеутского князя Абака. І серед яких були саме кумандинці.
Телеутські князі вважали їх, тобто кумандинців, своїми підданими, які, крім усього іншого, зобов'язані були брати участь і у військових походах княжих дружин. Тому вчені гадають, що в складі дружини кумандинці змушені були воювати навіть у далеких експедиціях татаро-монгол. І саме тому частина вчених уважають, що росіяни могли знати про таку народність значно раніше, ніж 1628 року.

## Походження назви
Етнонім «куманди» міг бути даний їм ще раніше за появу назви «кумандинці» своїми сусідніми племенами. Це, наприклад, тубалари, шорці, теленгіти, челканци. 
Самі ж кумандинці називали себе просто "татар-кижи". "Кижи" по-алтайський - "людина", і назва означала, що вони є «татарськими людьми», тобто, відносяться до татар. 
Інша група вчених вважає, що етнонім з’явилося як характеристика тотемної істоти цього етносу. Так, «куманд» в перекладі означає "людина лебедя". А ось такі вчені, як Л. Потапов і О. Прітсак уважають, що термін "куман" у найменуванні Кумандинці еквівалентний назві половців і кипчаків.

## Громадська діяльність
Національні територіальні громади стали утворюватися наприкінці 1990-х років. Частіше за все вони були уч місця компактного проживання кумандинців: Чілгай в Красногорському районі, Шатобальска національний сільрада в Солтонском районі. У Горно-Алтайську в 1999 році почала роботу громадська організація «Відродження кумандинского народу». У містах Алтайського краю були створені громадські організації «Істок» в Бійську і «Кардаш» в Барнаулі. 
Кумандинська інтелігенція робить конкретні кроки щодо збереження своєї культури. У серпні 2007 року в Горно-Алтайську  було проведено конференцію «Культура і традиції корінних народів Північного Алтаю», на основі якої було видано рік потому збірник матеріалів.